# 35352 Texas
35352 Texas è un asteroide della fascia principale. Scoperto nel 1997, presenta un'orbita caratterizzata da un semiasse maggiore pari a 2,3474577 UA e da un'eccentricità di 0,2388474, inclinata di 1,58000° rispetto all'eclittica. Il periodo di rotazione è di 2,54 ore.
L'asteroide è dedicato all'omonimo stato degli Stati Uniti d'America.